# Harold L. George

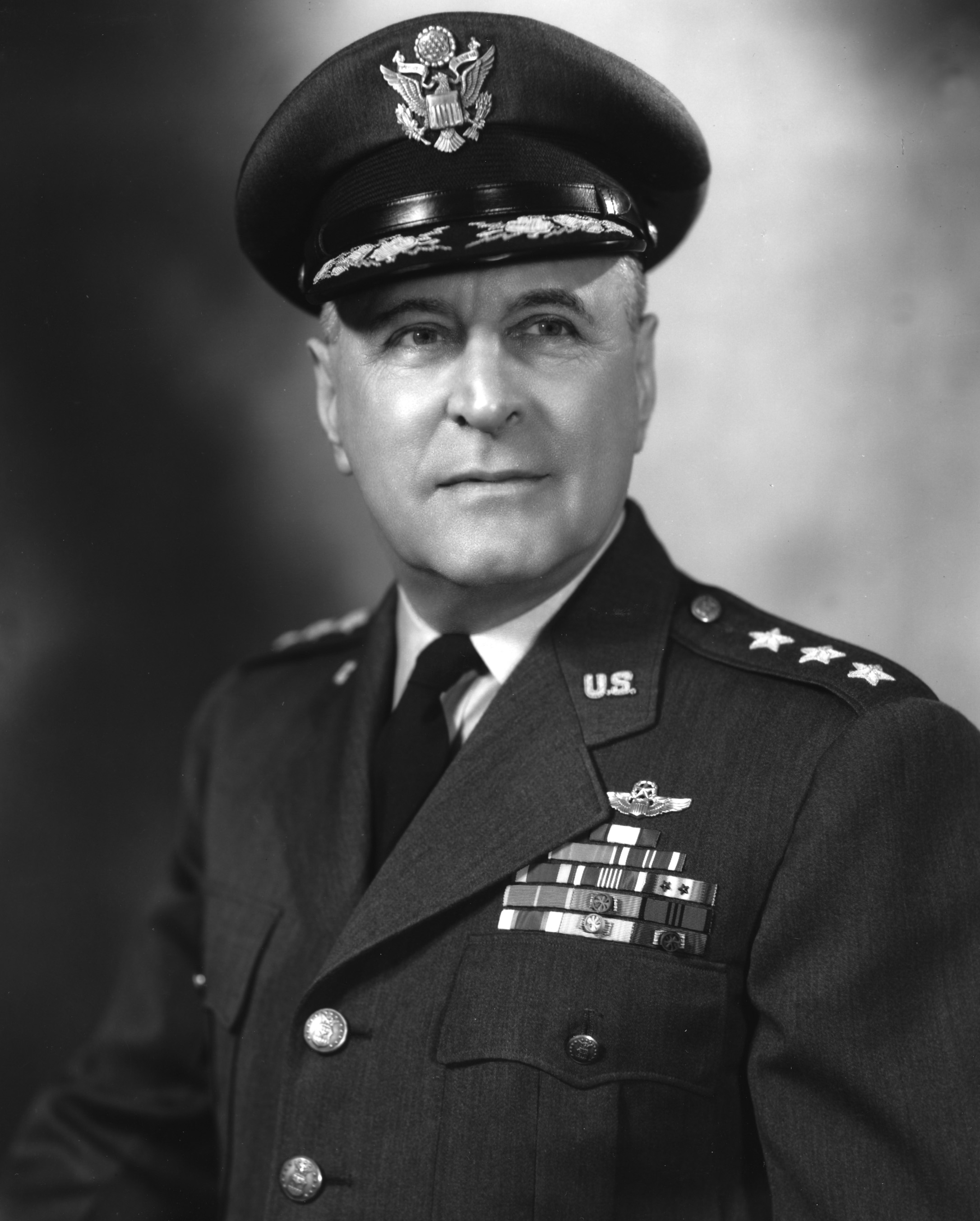
Harold L. George um 1945

Harold Lee George (* 19. Juli 1893 in Somerville, Massachusetts; † 24. Februar 1986 in Laguna Hills, Kalifornien) war ein Offizier der US-amerikanischen Luftwaffe, zuletzt Lieutenant General der United States Army Air Forces. Als Chefausbilder für Strategie und Taktik an der Air Corps Tactical School in den 1930ern, Chef der Air War Plans Division Anfang der 1940er und Kommandeur des Air Transport Command während des Zweiten Weltkriegs legte er in vielerlei Hinsicht die Grundlagen für die amerikanische strategische Luftkriegsführung in diesem Krieg.

## Leben
Nach dem Besuch der High School plante George ursprünglich, am Massachusetts Institute of Technology zu studieren, was aber an finanziellen Problemen der Familie scheiterte. Er erhielt stattdessen eine Anstellung beim Treasury Department in Washington, D.C. und konnte sich auf dieser Grundlage 1914 an der George Washington University Law School immatrikulieren. Während seines Studiums trat er dem U.S. Army Officers Reserve Corps bei und erhielt im Mai 1917 sein Patent als Second Lieutenant der Kavallerie. Nach einigen Monaten aktiven Dienstes in Fort Myer, Virginia, gab er sein Patent zurück und absolvierte einen Kurs in Aeronautik an der Princeton University. Im März 1918 absolvierte er erfolgreich sein Flugtraining auf dem Love Field in Dallas und wurde im September an die Front des Ersten Weltkriegs in Frankreich versetzt. Nach einem mehrwöchigen Indoktrinationsprogramm beim 7th Aviation Instruction Center in Clermont-Ferrand kam er zur 163d Aero Squadron in Ourches-sur-Meuse, mit der er in den letzten Wochen des Krieges Bombereinsätze auf einer Airco D.H.4 flog.
Nach dem Kriegsende und der Rückkehr in die Vereinigten Staaten nahm George seine Anstellung bei der Treasury und sein Studium an der George Washington University wieder auf und schloss letzteres 1920 ab. Zuvor hatte er in Teilzeit auch im Büro des Supreme-Court-Richters James C. McReynolds gearbeitet. Ihm stand danach eine Karriere in der Wirtschaft oder im öffentlichen Sektor offen, doch George entschloss sich, zur Luftwaffe zurückzukehren. Er wurde zunächst der 49th Bombardment Squadron zugeteilt und erhielt 1921 die Beförderung zum First Lieutenant der Regular Army. Im selben Jahr wechselte er zur 14th Bombardment Squadron auf Langley Field, Virginia, und nahm an Billy Mitchells experimentellen Bombenangriffen auf die ausgelieferten deutschen Kriegsschiffe Ostfriesland und Frankfurt teil. Von 1921 bis 1925 war er auf dem Aberdeen Proving Ground stationiert, wo er Bombardierungstaktiken und neue Ausrüstung erprobte. Im August 1925 trat er einen Posten als Leiter der Bombardment Branch der Operations Division des Kriegsministeriums an. Im selben Jahr sagte er zugunsten Mitchells bei dessen Prozess vor einem Militärtribunal aus. In der Operations Division, in der er bis 1929 tätig war, diente George an der Seite später einflussreicher Personen wie Carl A. Spaatz und Robert Olds.
Von 1929 bis 1931 absolvierte George eine Tour of Duty auf Hawaii, wo er der 5th Composite Group zugeteilt war. Anschließend absolvierte er den einjährigen Kurs an der Air Corps Tactical School auf Maxwell Field, Alabama, und wurde danach auf Anregung seines Lehrers Kenneth N. Walker als Ausbilder im Lehrpersonal behalten. Bis 1934 war er Leiter der Bombardment Section, nach einer Reorganisation wurde er Leiter der Abteilung für Taktik und Strategie. George und seinen Mitarbeitern (später etwas abfällig als Bomber Mafia bezeichnet) wird das Verdienst zugeschrieben, die zu dieser Zeit kursierenden, von Personen wie Giulio Douhet, Hugh Trenchard und Billy Mitchell formulierten Theorien eines strategischen Luftkriegs in eine kohärente, auf die damaligen Fähigkeiten der US-Luftwaffe zugeschnittene Doktrin übersetzt zu haben.

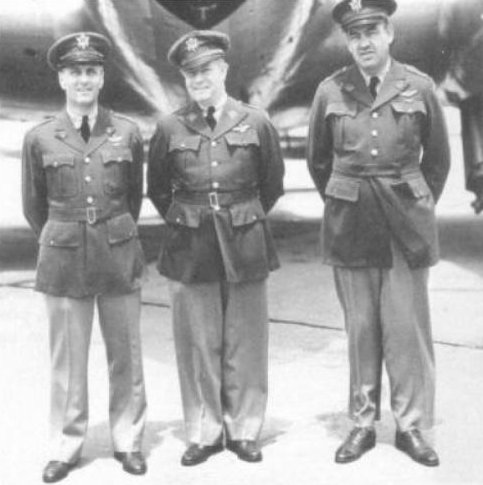
Die Majore Harold L. George, Vincent L. Meloy und Caleb V. Haynes bei einem Goodwill-Aufenthalt in Bogotá, Kolumbien, 1938

Im Herbst 1936 schrieb sich George für den Kurs an der Command and General Staff School in Fort Leavenworth ein, den er 1937 abschloss. Im Anschluss wurde ihm der Befehl über die 49th Squadron der 2d Bombardment Group auf Langley Field übertragen. Dies war damals die einzige Gruppe, die mit der neuen Boeing B-17C ausgerüstet war. Er blieb vier Jahre bei der 2d Bombardment Group, die er ab 1940 mit letztem Rang als Lieutenant Colonel befehligte. In dieser Zeit nahm er unter anderem an Goodwill-Flügen nach Südamerika teil. Nach dem deutschen Überfall auf Polen, in dem viele Bomber beider Seiten von Jagdflugzeugen abgeschossen worden waren, wurde er von General Delos Emmons für eine Studie befragt, die dieser im Auftrag von Henry H. Arnold über das Jäger-vs.-Bomber-Problem anfertigte, und musste eingestehen, dass die gegenwärtige US-Bomberflotte sich gegen die US-Jägerflotte nicht würde behaupten können. Dies lief seinen früheren Ansichten als Chefausbilder an der Air Corps Tactical School klar zuwider und trug dazu bei, dass zukünftige Bomber defensiv wesentlich besser bewaffnet und unter anderem mit selbstversiegelnden Treibstofftanks, automatischen Waffenstationen und verstärkter Panzerung ausgerüstet werden würden.
Bei der Reorganisation der Luftwaffenführungsorganisation im Sommer 1941 wurde George zum Assistant Chief of Air Staff for War Plans ernannt, als welcher er unter Arnold und Spaatz diente. Er setzte durch, dass der Air Staff bei der Formulierung des Victory-Plans von 1941 angemessen beteiligt wurde, und arbeitete mit den Mitarbeitern Laurence S. Kuter, Haywood S. Hansell und Kenneth N. Walker innerhalb von nur einer Woche im Sommer 1941 das strategische Dokument AWPD-1 aus, das Teil des Victory-Plans wurde und die initiale Luftkriegsstrategie der USA für den Fall eines Kriegseintritts festlegte. George war dabei ein Vertreter der Industrial-Web-Theorie, nach der fortgesetzte Präzisionsangriffe gegen ausgewählte industrielle Ziele binnen weniger Monate zum Zusammenbruch der feindlichen Kriegsproduktion und damit zum siegreichen Ende des Krieges führen würden. Viele der maßgeblichen Punkte von AWPD-1 tauchten auch in späteren Strategiedokumenten wieder auf, so die Konzentration auf Öl- und Transportziele und die Reduktion der feindlichen Jagdfliegerkräfte als „Zwischenziel“. Am 30. August wurde der Plan von George dem Chief of Staff of the Army George C. Marshall vorgestellt, der ihn zur direkten Weiterleitung an den Kriegsminister Henry L. Stimson empfahl und somit das Joint Board von Army und Navy umging, wo er wahrscheinlich von den Navy-Vertretern abgelehnt worden wäre.
Nach dem Eintritt der Vereinigten Staaten in den Zweiten Weltkrieg infolge des japanischen Angriffs auf Pearl Harbor vom 7. Dezember 1941 wurde George zunächst zum Vertreter der Army Air Forces im Joint Plans Committee ernannt. Im März 1942 übernahm er den Posten des erkrankten Robert Olds als Befehlshaber des AAF Ferrying Command, das wenig später zum Air Transport Command umbenannt wurde. George selbst hätte lieber ein Bomberkommando geführt, ließ sich aber von Arnold überzeugen und blieb für die Dauer des Krieges auf diesem Posten. In dieser Zeit wuchs das ATC von 11.000 auf über 300.000 Mann an. Georges Stellvertreter war der überaus fähige Präsident von American Airlines, Cyrus Rowlett Smith. George erhielt für seine Verdienste im Krieg zahlreiche in- und ausländische Auszeichnungen, darunter die Distinguished Service Medal, den Legion of Merit, das Distinguished Flying Cross und die Air Medal sowie Auszeichnungen Großbritanniens, Frankreichs, Brasiliens, Perus und Chinas. Nach dem Kriegsende diente George noch einige Zeit als Director of Information der Army Air Forces, anschließend als Vertreter der Army Air Forces im Military Staff Committee der Vereinten Nationen, bevor er am 31. Dezember 1946 in dem im März 1945 verliehenen Rang eines Lieutenant General aus dem aktiven Dienst schied.
George wurde in der Folge (zusammen mit Ira C. Eaker) für Hughes Aircraft tätig. In den 1950er Jahren wechselte er zur neugegründeten Ramo-Wooldridge Corporation. Er war 1948 nach Beverly Hills in Kalifornien umgezogen, wo er ab 1952 im Stadtrat saß und zweimal zum Bürgermeister gewählt wurde. Im Jahre 1955 wurde George für einige Monate als Sonderberater des Chief of Staff of the Air Force in den aktiven Dienst zurückgerufen.
George war 1934 Mitbegründer und erster „Wing Commander“ des Order of Daedalians, der seit 1956 einen nach ihm benannten Preis vergibt.